# BigBlueButton
BigBlueButton — програмне забезпечення з відкритими вихідними кодами для вебконференцій, розроблене в першу чергу для дистанційної освіти.
Додаток, доступ до якого найчастіше здійснюється через різноманітні системи управління навчанням, надає викладачам інструменти залучення та аналітику для дистанційної взаємодії зі своїми студентами, одночасно надаючи викладачам доступ до метрик, які відображають прогрес студентів.

## Історія
Проєкт було запущено у Карлтонському університеті у 2007. Першу версію, тоді відому як Blindside project, створив Річард Алам, під наглядом Тоні Байлетті. BigBlueButton — афілійований член Open Source Initiative.
У 2009 Річард Алам, Деніс Згонянін та Фред Діксон залили вихідний код BigBlueButton на Google Code, та утворили компанію Blindside Networks, бізнес-модель якої спиралась на наданні платної допомоги та послуг користувачам BigBlueButton.
У 2010 було додано функціонал дошки, на якій можна лишати примітки стосовно презентації. Джеремі Томерсон розробив прикладний програмний інтерфейс (API), за допомогою якого BigBlueButton було інтегровано з Sakai, WordPress,  Moodle 1.9,  Moodle 2.0, Joomla, Redmine, Drupal, Tiki Wiki CMS Groupware, Foswiki, та LAMS. Google прийняв BigBlueButton до програми 2010 Google Summer of Code. Для заохочення внесків до програми, вихідний код було перенесено з Google Code до GitHub.
У 2011 розробники оголосили про введення функцій запису та програшу у BigBlueButton 0.80.
У 2020 було випущено BigBlueButton 2.2, версію, в якій повністю було переписано клієнтський та серверний код задля підтримки HTML5.
У 2021 вийшла версія 2.3. у якій BigBlueButton продовжувала базуватись на MongoDB, що стала пропрієтарною у версії 3.6, випущеній у 2018. BigBlueButton 2.3 стала першою версією, із якою рекомендується використання пропрієтарної версії MongoDB, однак підтримка вільної версії 3.4 залишилась.
У 2022 BigBlueButton було безпосередньо інтегровано до ядра Moodle 4.0. Також вийшло два нових оновлення: BigBlueButton 2.4 у січні та BigBlueButton 2.5 наприкінці вересня.
| Версія                                                       | Дата виходу     |
| ------------------------------------------------------------ | --------------- |
| 0.4                                                          | 12 червня 2009  |
| 0.5                                                          | 21 липня 2009   |
| 0.60                                                         | 12 серпня 2009  |
| 0.70                                                         | 15 липня 2010   |
| 0.8-beta1                                                    | 12 вересня 2011 |
| 0.90-beta                                                    | 15 жовтня 2014  |
| 1.0-beta                                                     | 6 жовтня 2015   |
| 1.1                                                          | 25 травня 2017  |
| 2.2                                                          | 11 березня 2020 |
| 2.3                                                          | 30 квітня 2021  |
| 2.4                                                          | 20 грудня 2021  |
| 2.5                                                          | 9 червня 2022   |
| 2.6                                                          | 20 березня 2023 |
| 2.7                                                          | 7 вересня 2023  |
| Стара версіяСтара версія, все ще підтримуєтьсяОстання версія |                 |

## Архітектура
BigBlueButton, як вебзастосунок, використовує React у фронтенді, та MongoDB із Node.js у бекенді. Також використовується Redis для роботи із внутрішнім списком зустрічей, відвідувачів, та будь-якої іншої необхідної інформації. У версії 2.7, сервер працює на 64-бітовій Ubuntu 20.04. Він може бути встановлений за допомогою спеціального скрипту встановлення.